# Gare de Saint-Prex
La gare de Saint-Prex est une gare ferroviaire située sur le territoire de la commune suisse de Saint-Prex dans le canton de Vaud.

## Situation ferroviaire
Établie à 395 mètres d'altitude, la gare de Saint-Prex est située au point kilométrique 16,91 de la ligne Lausanne – Genève, entre les gares d'Étoy (en direction de Genève) et de Morges (en direction de Lausanne).
Elle est dotée de trois voies et de deux quais.

## Histoire
La gare de Saint-Prex a été construite en 1858 tandis que le bâtiment voyageurs a, lui, été construit en 1884. La gare a ensuite été agrandie en 1932.

## Service des voyageurs

### Accueil
Gare des CFF, elle est dotée d'un bâtiment voyageurs et de distributeurs automatiques de titres de transport. Il y a également un parking-relais de 60 places.
La gare est entièrement accessible aux personnes à mobilité réduite.

### Desserte
La gare fait partie du réseau RER Vaud, assurant des liaisons rapides à fréquence élevée dans l'ensemble du canton de Vaud. Saint-Prex est desservie par les lignes R8 et R9 qui relient respectivement Allaman à Payerne (R8) ou Morat (R9). Des travaux interrompent les deux lignes au-delà de Palézieux entre février et juin 2025.

### Intermodalité
La gare de Saint-Prex est en correspondance à l'arrêt St-Prex, gare nord avec la ligne 724, reliant Allaman à Morges, et la ligne nocturne 792 reliant la gare de Morges à Lully (Vaud), toutes deux exploitées par les Transports de la région Morges-Bière-Cossonay.